# Mendrisio de Oro
El Mendrisio de Oro es un premio internacional concedido al mejor ciclista profesional del año según el Velo Club Mendrisio, un club ciclista de Mendrisio (Suiza). Se otorga ininterrumpidamente desde 1972. En 2011, el Mendrisio de Oro fue para dos ciclistas ya retirados como homenaje a su carrera deportiva.

## Palmarés
| Año  | Mendrisio de oro             | Mendrisio de plata              | Premio especial    |
| ---- | ---------------------------- | ------------------------------- | ------------------ |
| 1972 | Eddy Merckx                  | Ivan Schmid                     | No asignado        |
| 1973 | Felice Gimondi               | Gilbert Bischoff                | No asignado        |
| 1974 | Raymond Poulidor             | Michel Kuhn                     | No asignado        |
| 1975 | Roger De Vlaeminck           | Robert Dill-Bundi               | No asignado        |
| 1976 | Freddy Maertens              | Rocco Cattaneo y Marco Vitali   | No asignado        |
| 1977 | Michel Pollentier            | Stefan Mutter                   | No asignado        |
| 1978 | Francesco Moser              | Equipo Nacional Suizo Amateur   | No asignado        |
| 1979 | Bernard Hinault              | Albert Zweifel                  | No asignado        |
| 1980 | Bernard Hinault              | No asignado                     | No asignado        |
| 1981 | Ciclismo Suizo               | Marco Vitali                    | No asignado        |
| 1982 | Giuseppe Saronni             | Jurg Brugmann                   | No asignado'       |
| 1983 | Francesco Moser              | Niki Rüttimann                  | No asignado        |
| 1984 | Sean Kelly                   | Benno Wyss                      | No asignado        |
| 1985 | Urs Freuler                  | Stephan Joho                    | No asignado        |
| 1986 | Greg LeMond                  | Richard Trinkler                | Maria Canins       |
| 1987 | Stephen Roche                | Nicola Puttini y Rocco Travella | No asignado        |
| 1988 | Charly Mottet                | Rocco Travella y Felice Puttin  | No asignado        |
| 1989 | Tony Rominger                | Patrick Vetsch                  | No asignado        |
| 1990 | Gianni Bugno                 | Andrea Bellati, Andrea Guidotti | No asignado        |
| 1991 | Claudio Chiappucci           | Beat Zberg                      | No asignado        |
| 1992 | Miguel Induráin              | Dieter Runkel                   | No asignado        |
| 1993 | Pascal Richard               | Cuarteto 100 km                 | No asignado        |
| 1994 | Tony Rominger                | Sylvain Golay                   | No asignado        |
| 1995 | Laurent Jalabert             | Oscar Camenzind                 | Mauro Gianetti     |
| 1996 | Johan Museeuw                | Barbara Heeb                    | Mauro Gianetti     |
| 1997 | Alex Zülle                   | Sven Montgomery                 | Jeannie Longo      |
| 1998 | Marco Pantani                | Fabian Cancellara               | No asignado        |
| 1999 | Lance Armstrong              | Patrick Calcagni                | No asignado        |
| 2000 | Francesco Casagrande         | Martin Elmiger                  | No asignado        |
| 2001 | Erik Zabel                   | Nicole Brändli                  | No asignado        |
| 2002 | Mario Cipollini              | Michael Albasini                | No asignado        |
| 2003 | Paolo Bettini                | Marvulli Franco                 | No asignado        |
| 2004 | Óscar Freire                 | Karin Thürig                    | No asignado        |
| 2005 | Tom Boonen                   | Thomas Frischknecht             | No asignado        |
| 2006 | Fabian Cancellara            | No asignado                     | No asignado        |
| 2007 | Paolo Bettini                | Mathias Frank                   | No asignado        |
| 2008 | Fabian Cancellara            | Marcel Wyss                     | No asignado        |
| 2009 | Cadel Evans                  | Nino Schurter                   | No asignado        |
| 2010 | Vincenzo Nibali              | Proyecto pista Londres 2012     | No asignado        |
| 2011 | Fiorenzo Magni y Eddy Merckx | No asignado                     | No asignado        |
| 2012 | Philippe Gilbert             | Uznach Tom Bohli                | Rubens Bertogliati |
| 2013 | Chris Froome                 | Jolanda Neff                    | No asignado        |
| 2014 | Vincenzo Nibali              | Stefan Küng                     | No asignado        |
| 2015 | Peter Sagan                  | Lukas Spengler                  | No asignado        |
| 2016 | Nino Schurter                | Marc Hirschi                    | Fabian Cancellara  |
| 2017 | Greg Van Avermaet            | Filippo Colombo                 | No asignado        |

## Palmarés por países
| País           | Victorias |
| -------------- | --------- |
| Italia         | 14        |
| Suiza          | 9         |
| Bélgica        | 9         |
| Francia        | 5         |
| Irlanda        | 2         |
| Estados Unidos | 2         |
| España         | 2         |
| Alemania       | 1         |
| Australia      | 1         |
| Reino Unido    | 1         |
| Eslovaquia     | 1         |